# دوروتی بوید
دوروتی بوید (انگلیسی: Dorothy Boyd؛ ‏ ۱۴ آوریل ۱۹۰۷ – ۱۹۹۶) بازیگر اهل بریتانیا بود.
از فیلم‌هایی که وی در آن نقش داشته‌است، می‌توان به سست‌عفاف، تیری در تاریکی، تا سه نشه بازی نشه، وای دکتر نه! و پرنده‌های شکاری اشاره کرد.